# Stiepan Burłaczenko
Stiepan Filippowicz Burłaczenko (ros. Степан Филиппович Бурлаченко, ur. 3 kwietnia?/16 kwietnia 1914 we wsi Aleksiejewka obecnie w obwodzie wschodniokazachstańskim, zm. 22 marca 1989 w Semipałatyńsku) – radziecki wojskowy, starszyna, Bohater Związku Radzieckiego (1945).

## Życiorys
Urodził się w rosyjskiej rodzinie chłopskiej. Miał wykształcenie podstawowe. Od 1936 do 1938 odbywał służbę w Armii Czerwonej, później pracował jako szofer w przedsiębiorstwie transportu samochodowego w Żezkazganie. W styczniu 1942 ponownie został powołany do armii, od maja 1942 uczestniczył w wojnie z Niemcami, był m.in. starszym mechanikiem-kierowcą czołgu T-34 47 Gwardyjskiej Brygady Pancernej 9 Gwardyjskiego Korpusu Pancernego 2 Gwardyjskiej Armii Pancernej 1 Frontu Białoruskiego w stopniu młodszego sierżanta. Szczególnie wyróżnił się podczas operacji warszawsko-poznańskiej (części operacji wiślańsko-odrzańskiej) na terytorium Polski w styczniu 1945. Po przekroczeniu Pilicy 15 stycznia 1945 wziął udział w walkach o Grójec, następnego dnia o Mszczonów i Żyrardów, 18 stycznia Sochaczew, 21 stycznia Łabiszyn, później Nakło, Bydgoszcz i inne miejscowości. Podczas walk o Żyrardów po śmierci dowódcy czołgu wziął dowodzenie czołgiem na siebie, niszcząc (według oficjalnych danych) 6 dział, 4 moździerze i zabijając wielu żołnierzy i oficerów wroga. Po wojnie został zdemobilizowany w stopniu starszyny, pracował jako szofer w Semipałatyńsku.

## Odznaczenia
- Złota Gwiazda Bohatera Związku Radzieckiego (27 lutego 1945)
- Order Lenina (27 lutego 1945)
- Order Wojny Ojczyźnianej I klasy (dwukrotnie, 16 maja 1945 i 11 marca 1985)
- Order Czerwonej Gwiazdy (20 lutego 1945)

I medale.